# Spodocybe
Spodocybe Z.M. He & Zhu L. Yang – rodzaj grzybów należący do rodziny wodnichowatych (Hygrophoraceae).

## Systematyka i nazewnictwo
Pozycja w klasyfikacjiHygrophoraceae, Agaricales, Agaricomycetidae, Agaricomycetes, Agaricomycotina, Basidiomycota, Fungi (według Index Fungorum).
Gatunki występujące w Polsce
- Spodocybe collina (Velen.) Vizzini, P. Alvarado & Dima 2021 – tzw. lejkówka szarofilcowata[2]
- Spodocybe trulliformis (Fr.) Vizzini, P. Alvarado & Dima 2021 – tzw. lejkówka drobnołuseczkowa

Nazwy naukowe według Index Fungorum. Wykaz gatunków i nazwy polskie według W. Wojewody i innych. Są niespójne z nazwą naukową.